# Astrebla elymoides
Astrebla elymoides là một loài thực vật có hoa trong họ Hòa thảo. Loài này được F.Muell. ex F.M.Bailey mô tả khoa học đầu tiên năm 1879.